# Miantochora punctuligera
Miantochora punctuligera là một loài bướm đêm trong họ Geometridae.